# استربلوس هتروفیلوس
استربلوس هتروفیلوس (نام علمی: Streblus heterophyllus) نام یک گونه از تیره موراسه است.